# Rahmon Nabiyev
Rahmon Nabiyevich Nabiyev (em tadjique: Раҳмон Набиев; em russo: Рахмон Набиевич Набиев), (Cujanda, 5 de outubro de 1930 – 11 de abril de 1993) foi um político tajique que serviu como Primeiro Secretário do Partido Comunista do Tajiquistão de 1982 a 1985 e duas vezes como segundo presidente do Tajiquistão, de 23 de setembro a 6 de outubro de 1991 e de 2 de dezembro de 1991 a 7 de setembro de 1992. Ele também foi parcialmente responsável pela Guerra Civil tadjique. Destacando-se na nomenklatura regional, Nabiyev ascendeu ao poder em 1982 como Primeiro Secretário do Partido Comunista do Tajiquistão. Em 1985, ele foi deposto em um escândalo de corrupção.
Depois que os líderes tadjiques declararam independência em 9 de setembro de 1991, Nabiyev orquestrou seu caminho de volta ao poder em 23 de setembro, apenas para renunciar em 6 de outubro, quando a pressão aumentou para que ele deixasse o cargo durante a campanha presidencial. Nabiyev venceu as eleições de 24 de novembro e, em 2 de dezembro de 1991, tornou-se o primeiro presidente eleito do Tajiquistão.

## Primeiros anos
Nabiyev nasceu em 5 de outubro de 1931 em uma família tajique de agricultores comuns, no distrito de Khojent (hoje Distrito de Ghafurov) do Oblast de Leninabad. Iniciando o ensino médio em 1946, aos 16 anos, começou a trabalhar como contador em uma fazenda coletiva. No mesmo ano ingressou no Colégio Agrário de Leninabad, onde se formou em 1949 para continuar seus estudos em Tasquente, ingressando no Instituto de Engenheiros de Irrigação e Mecanização Agrícola de Tashkent. Depois de se formar nesta universidade em 1954, ele começou a trabalhar por dois anos como engenheiro-chefe da estação de máquinas e tratores em Isfisor.

## Atividade política
Em 1961, Nabiyev ingressou no Partido Comunista da República Socialista Soviética Tajique (RSS Tajique) (o ramo republicano do PCUS) e começou a trabalhar como chefe de departamento. De 1971-1973, ele foi o Ministro da Agricultura do RSS Tajique. Em 1973, ele se tornou Presidente do Conselho de Ministros da RSS Tajique, tornando-se chefe de governo de fato. Em 1982, Nabiyev foi nomeado Primeiro Secretário do Partido Comunista do Tajiquistão, tornando-se o chefe da república. Em 1985 foi demitido do cargo “por vício em farra e álcool”. De 1986 a 1991, ele foi o Presidente do Presidium do Conselho Central da Sociedade de Preservação da Natureza da RSS Tajique. Em 1990, foi eleito deputado do Soviete Supremo do Tajiquistão e, em 23 de setembro de 1991, tornou-se seu presidente.

### Relações exteriores
Em 21 de dezembro de 1991, em Alma-Ata, Nabiyev, juntamente com os chefes da maioria das outras ex-repúblicas soviéticas, assinaram o Protocolo de Alma-Ata sobre o estabelecimento da Comunidade de Estados Independentes. Em 2 de março de 1992, ele participou do hasteamento da bandeira do Tajiquistão perto da Sede da Organização das Nações Unidas em Nova Iorque. Em 15 de maio daquele ano, ele assinou o Organização do Tratado de Segurança Coletiva (OTSC) em Tasquente. Apesar da pressão da oposição política, a 201ª Base Militar Russa, por sua insistência, não deixou o Tajiquistão. Mais tarde, ele exigiria que a equipe de comando da divisão e a equipe júnior fossem cidadãos da república. Nabiyev era visto como uma posição pró-russa e pró-uzbeque, o que o fez receber o apoio de Boris Iéltsin da Rússia, Islam Karimov do Uzbequistão e Nursultan Nazarbayev do Cazaquistão, respectivamente.

### Turbulência presidencial
As disputas relativas à eleição levaram a manifestações de rua da oposição, que se transformaram em uma guerra civil em maio de 1992. Em 7 de setembro de 1992, Nabiyev e sua comitiva estavam a caminho do aeroporto de Duxambé quando foram emboscados por forças da oposição. No terminal, Nabiyev foi forçado a renunciar sob a mira de uma arma. Após uma reunião e discussões com a oposição armada na sala VIP do aeroporto, Nabiyev foi libertado.
Em dezembro de 1992, Emomali Rahmon, ex-apparatchik da província de Kulyab e que se tornou um líder paramilitar, assumiu o poder.

## Morte
Rahmon Nabiyev morreu em 11 de abril de 1993. A causa da morte não é clara. Oficialmente, ele morreu de ataque cardíaco, mas em outras versões da história, ele atirou em si mesmo ou foi morto. Sua família, incluindo sua filha Munavvara Nabiyeva, lançou dúvidas sobre a versão oficial de sua morte.
Nabiyev foi enterrado em Cujanda, onde um funeral de estado foi organizado. A comissão funerária foi chefiada pelo primeiro-ministro Abdumalik Abdullajanov e contou com a presença de quase todos os membros da liderança e do governo da república, incluindo o presidente Emomali Rahmon, bem como convidados estrangeiros e embaixadores de estados estrangeiros.
Em honra de sua memória, ruas, escolas e algumas outras instituições, além de objetos estatais, receberam seu nome em todo o Tajiquistão.

## Vida pessoal
A viúva de Nabiyev, a ex-primeira-dama Mariam Nabiyeva, morreu em um incêndio em casa em dezembro de 2017. Rahmon e Mariam tiveram três filhos: dois filhos, Rashid e Rustam, bem como uma filha, Munavvara. O filho mais velho, Rashid, morreu em 1997 em circunstâncias pouco claras. O filho mais novo, Rustam, mora em São Petersburgo e lida com negócios. Munavvar vive em Duxambé.
Rahmon Nabiev adorava futebol e era torcedor do CSKA Pamir Duxambé. Além da língua tajique, ele era fluente em russo e uzbeque e entendia e falava um pouco de persa e dari.